# 茹佛普迪蛛
茹佛普迪蛛（学名：Pseudicius rufovittatus）为跳蛛科拟伊蛛属的动物。在中国大陆，分布于新疆等地。